# Ys: Memories of Celceta
Ys: Memories of Celceta (jap. Originaltitel: イース セルセタの樹海 Īsu: Seruseta no Jukai, etwa: Ys: Foliage Ocean in Celceta) ist ein Computer-Rollenspiel des japanischen Entwicklers Nihon Falcom aus dem Jahr 2012. Es kam zunächst für PlayStation Vita auf den Markt, es folgten Portierungen auf Microsoft Windows und PlayStation 4. Inhaltlich handelt es sich um ein Remake und eine Neuinterpretation früherer Serienteile.

## Handlung
Die Handlung spielt ein Jahr nach der Handlung von Ys II und etwa ein Jahr vor den Ereignissen in Ys: The Oath in Felghana / Ys III. Der Protagonist Adol Christin gelangt mit dem serienüblichen Gedächtnisschwund in die Stadt Casnan, einem Ort im Land Celceta. Dort trifft er auf den Dieb Duren, der behauptet, ihn vorher bereits getroffen zu haben. Beide werden von der lokalen Oberbefehlshaberin Griselda beauftragt, eine vollständige Karte des Waldes von Celceta anzufertigen, da eine solche bislang noch nicht existiert. Adol und Duren durchstreifen daher das Land und stoßen immer tiefer in den Wald vor, in dem Adol zuvor sein Gedächtnis verloren hat. Neben der Erfüllung seines Auftrags hofft er dort Antworten zu seiner Vergangenheit zu finden.

## Spielprinzip
Der Spieler steuert seine Spielfigur Adol Christin direkt durch die Spielwelt. Die Kämpfe machen einen Großteil des Spiels aus, sind actionreich inszeniert und werden in Echtzeit ausgefochten. Die Heldengruppe besteht dabei neben Adol aus bis zu zwei weiteren Personen. Die Zusammensetzung kann der Spieler aus einem Pool an Figuren, die nach und nach im Verlauf der Handlung zur Gruppe stoßen, selbst bestimmen. Im Kampf übernimmt der Computer die Steuerung der beiden anderen Gruppenmitglieder, der Spieler kann jedoch jederzeit zwischen den Figuren springen und so direkten Einfluss nehmen. Es gibt klassische Attacke-, Block- und Ausweichmanöver. Für jede Figur können zusätzlich vier Sonderfähigkeiten vorausgewählt und im Kampf auf Tastendruck aktiviert werden. Je häufiger man diese verwendet, desto stärker werden sie.

## Entwicklung
Ys: Memories of Celceta ist ein Remake bzw. Neuinterpretation des vierten Teils der Ys-Reihe. Nihon Falcom hatte nie selbst einen vierten Teil entwickelt, stattdessen erschienen unter dieser Nummerierung zwei unterschiedliche Spiele von zwei unterschiedlichen Entwicklerstudios: Ys IV: Mask of the Sun von Tonkin House für SNES und für PC Engine der Titel Ys IV: The Dawn of Ys von Hudson Soft. Als man bei Nihon Falcom auf die alten Skripte für die Handlung stieß, die Hudson und Tonkin House seinerzeit als Grundlage dienten, kam es zu Überlegungen diese anlässlich des 25-jährigen Serienjubiläums nochmals selbst umzusetzen. Dabei wurde das in Ys Seven eingeführte Kampfsystem, bei dem Spieler auf eine Heldengruppe zurückgreifen kann, beibehalten. Durch die Handlungsprämisse mit Adols Amnesie sah Unternehmenschef Toshihiro Kondo in dieser Neuauflage eine gute Möglichkeit, neue Fans für die Spielereihe zu gewinnen, da kein Vorwissen vorausgesetzt wird und es zugleich spielerisch interessante Optionen eröffnet habe. Der Plattformwechsel von der PlayStation Portable zur leistungsfähigeren Nachfolgerin PlayStation Vita gab dem Studio außerdem technisch mehr Möglichkeiten für die Gestaltung seiner Spiele. Daher bezeichnete er seine Version auch als die gelungenste Umsetzung des vierten Teils.
In Japan wurde das Spiel am 27. September 2012 veröffentlicht, im November veröffentlichte Nihon Falcom außerdem eine Demo-Version des Spiels. Im August 2013 kündigte der amerikanische Publisher Xseed Games eine Lokalisation für den amerikanischen Markt an. Mit Hilfe eines Patches im November 2013 wurde das Spiel kompatibel gemacht für die PlayStation TV. Im Dezember kündigte NIS America eine Veröffentlichung für den europäischen Markt an. Die PC-Fassung kam 2018 wieder mit Unterstützung von Xseed Games. Im Juni 2020 erschien das Spiel schließlich auch für PlayStation 4 mit dem Titel Ys: Memories of Celceta – Kai. Mit der PS4-Fassung wurde erstmals auch der Wechsel zwischen der japanischen und der englischen Sprachausgabe ermöglicht, die PC-Fassung erhielt dies durch einen Patch nachgereicht.

## Rezeption
Das Spiel erhielt meist gute Kritiken.

„Liebevoll aufbereitetes Action-Rollenspiel alter Schule“

“Falcom’s decision to take ownership of this entry, to create a more cohesive narrative amongst the series, has once again delivered one of the finest experiences for both the series and the platform it’s landed on. Ys: Memories of Celceta is not a system seller, but it’s a game worthy of buying if you own a Vita and easily one of the best RPGs of the year.”

„Falcoms Entscheidung selbst die Verantwortung für diesen Titel zu übernehmen, um eine zusammenhängendere Erzählung innerhalb des Serienrahmens zu schaffen, hat wieder einmal eines der besten Ergebnisse geliefert sowohl für die Serie als auch für die Plattform, auf dem es gelandet ist. Ys: Memories of Celceta ist kein Systemseller, aber für jeden Vita-Besitzer kaufenswert und mit Sicherheit eines der besten Rollenspiele des Jahres.“

Die PS-Vita-Fassung verkaufte sich in der Startwoche in Japan gemäß Famitsu rund 38.800 Mal und erreichte damit Platz 4 der Gesamtcharts. In der Folgewochen stieg die Gesamtverkaufszahl auf 42.905. Die PS4-Fassung erklomm in Japan in der ersten Verkaufswoche den 1. Platz der Gesamtverkaufscharts, in diesem Zeitraum wurden 13.895 Kopien des Spiels verkauft.
Nihon Falcom bezeichnete rückblickend die Kartographierung und Adols Gedächtnislücken, die er im Verlauf des Spiels zu füllen versucht und ihn zum Erkunden der Spielwelt anregt, als die beiden zentralen Elemente, die sich bewährt hätten. Dies wurde bei der Entwicklung von Ys VIII: Lacrimosa of Dana insofern berücksichtigt, dass die Kartenfunktion übernommen und der Schauplatz auf einen unbekannten, bislang unerforschten Ort festgelegt wurde, um ein ähnliches Spielgefühl zu erzeugen.